# Campeonato Brasileiro Série A 2024
In 2024 werd de 68ste editie van de Campeonato Brasileiro Série A gespeeld, de hoogste voetbalklasse van Brazilië. De competitie werd gespeeld van 13 april tot 8 december. Botafogo werd voor het eerst sinds 1995 kampioen. Nadat de club in 2020 nog uit de Série A degradeerde keerde de club na één seizoen terug. Vorig seizoen stond de club bijna het hele seizoen aan de leiding, maar eindigden ze in extremis nog op de vijfde plaats. Ook dit seizoen leek de titel de club op het einde te ontglippen nadat Palmeiras op de 35ste speeldag de leiding overnam, maar de speeldag erna won Botafogo van Palmeiras en won ook de twee laatste wedstrijden. 

## Stadions en locaties
| Club                 | Stad              | Stadion                 | Capaciteit |
| -------------------- | ----------------- | ----------------------- | ---------- |
| Athletico Paranaense | Curitiba          | Ligga Arena             | 42.370     |
| Atlético Goianiense  | Goiânia           | Estádio Antônio Accioly | 12.500     |
| Atlético Mineiro     | Belo Horizonte    | Arena MRV               | 44.892     |
| Bahia                | Salvador          | Arena Fonte Nova        | 50.025     |
| Botafogo             | Rio de Janeiro    | Nílton Santos           | 44.661     |
| Corinthians          | São Paulo         | Neo Química Arena       | 47.605     |
| Criciúma             | Criciúma          | Heriberto Hülse         | 19.225     |
| Cruzeiro             | Belo Horizonte    | Mineirão                | 61.927     |
| Cuiabá               | Cuiabá            | Arena Pantanal          | 44.097     |
| Flamengo             | Rio de Janeiro    | Maracanã                | 78.838     |
| Fluminense           | Rio de Janeiro    | Maracanã                | 78.838     |
| Fortaleza            | Fortaleza         | Arena Castelão          | 63.903     |
| Grêmio               | Porto Alegre      | Arena do Grêmio         | 55.662     |
| Internacional        | Porto Alegre      | Beira-Rio               | 50.842     |
| Juventude            | Caxias do Sul     | Alfredo Jaconi          | 19.924     |
| Palmeiras            | São Paulo         | Allianz Parque          | 43.173     |
| Red Bull Bragantino  | Bragança Paulista | Estádio Nabi Abi Chedid | 15.010     |
| São Paulo            | São Paulo         | Morumbi                 | 72.039     |
| Vasco da Gama        | Rio de Janeiro    | Estádio São Januário    | 21.680     |
| Vitória              | Salvador          | Barradão                | 29.168     |

## Eindstand
| Plaats | Club                 | Wed. | W  | G  | V  | Saldo | Ptn. |
| ------ | -------------------- | ---- | -- | -- | -- | ----- | ---- |
| 1.     | Botafogo             | 38   | 23 | 10 | 5  | 59:29 | 79   |
| 2.     | Palmeiras            | 38   | 22 | 7  | 9  | 60:33 | 73   |
| 3.     | Flamengo             | 38   | 20 | 10 | 8  | 61:42 | 70   |
| 4.     | Fortaleza            | 38   | 19 | 11 | 8  | 53:39 | 68   |
| 5.     | Internacional        | 38   | 18 | 11 | 9  | 53:36 | 65   |
| 6.     | São Paulo            | 38   | 17 | 8  | 13 | 53:43 | 59   |
| 7.     | Corinthians          | 38   | 15 | 11 | 12 | 54:45 | 56   |
| 8.     | Bahia                | 38   | 15 | 8  | 15 | 49:49 | 53   |
| 9.     | Cruzeiro             | 38   | 14 | 10 | 14 | 43:41 | 52   |
| 10.    | Vasco da Gama        | 38   | 14 | 8  | 16 | 43:56 | 50   |
| 11.    | Vitória              | 38   | 13 | 8  | 17 | 45:52 | 47   |
| 12.    | Atlético Mineiro     | 38   | 11 | 14 | 13 | 47:54 | 47   |
| 13.    | Fluminense           | 38   | 12 | 10 | 16 | 33:39 | 46   |
| 14.    | Grêmio               | 38   | 12 | 9  | 17 | 44:50 | 45   |
| 15.    | Juventude            | 38   | 11 | 12 | 15 | 47:59 | 45   |
| 16.    | Red Bull Bragantino  | 38   | 10 | 14 | 14 | 44:48 | 44   |
| 17.    | Athletico Paranaense | 38   | 11 | 9  | 18 | 40:46 | 42   |
| 18.    | Criciúma             | 38   | 9  | 11 | 18 | 42:61 | 38   |
| 19.    | Atlético Goianiense  | 38   | 7  | 9  | 22 | 29:58 | 30   |
| 20.    | Cuiabá               | 38   | 6  | 12 | 20 | 29:49 | 30   |

|  | Landskampioen en gekwalificeerd voor groepsfase Copa Libertadores 2025 |
|  | Gekwalificeerd voor groepsfase Copa Libertadores 2025                  |
|  | Gekwalificeerd voor tweede fase Copa Libertadores 2025                 |
|  | Gekwalificeerd voor groepsfase Copa Sudamericana 2025                  |
|  | Degradatie naar Série B                                                |

### Kampioen
| Campeonato Brasileiro Série A 2024 |
| Rio de Janeiro                     |
| ---------------------------------- |
| BOTAFOGO Kampioen (3° titel)       |